# Heliconia rivularis
Heliconia rivularis är en enhjärtbladig växtart som beskrevs av Luiz Emygdio de Mello Filho och E.Santos. Heliconia rivularis ingår i släktet Heliconia och familjen Heliconiaceae. Inga underarter finns listade.